# Обсерваторія Сайдінг-Спринг
Обсерваторія Сайдінг-Спринг — астрономічна обсерваторія, заснована у 1965 році поблизу Кунабарабрана, Австралія, частина Дослідницької школи астрономії і астрофізики при Австралійському національному університеті (АНУ). На території обсерваторії встановлено 12 телескопів: Англо-австралійський, телескопи АНУ, Університету Нового Південного Уельсу та інших установ. Обсерваторія розташована на висоті 1165 метрів над рівнем моря в Національному парку Warrumbungle на горі Woorat, також відомій, як гора Сайдінг-Спринг. Обсерваторія була декілька разів занесена до списку кодів обсерваторій Центру Малих Планет під номерами: 260 (Цифровий огляд неба), 413 (основний код обсерваторії), E10 (Південний телескоп Фолкеса) і E12 (Огляд Сайдінг-Спринг — пошук навколоземних об'єктів).

## Історія обсерваторії
У 1924 році федеральним урядом була створена обсерваторія Маунт-Стромло. Спочатку обсерваторія спеціалізувалася на дослідженні Сонця. Наприкінці 1940-х років основний акцент був зміщений на зоряну астрономію. З 1953 по 1974 рік 74-дюймовий (1.9 метри) телескоп був найбільшим оптичним телескопом в Австралії.
Вже у 1950-х роках міське засвічення від Канберри стало настільки сильним, що це стало помітно на горі Стромло. Тоді в 1962 році АНУ обрав нове місце для обсерваторії на горі Сайдінг-Спринг. До середини 1960-х років на горі Сайдінг-Спринг АНУ встановив 3 телескопи і створив інфраструктуру: дорогу, житлові приміщення, провів електроенергію і воду. У 1984 році прем'єр-міністр Боб Гоук відкрив найбільший телескоп АНУ з низькою вартістю і інноваційним дзеркалом діаметром 2.3 метри, який знаходиться в простому приміщенні з кубічним куполом, що обертається вслід за рухом труби телескопа.
З 1950 року, незалежно від розвитку обсерваторії АНУ, австралійський і британський уряди вели переговори про будівництво великого телескопа. Коли ці переговори, нарешті, дали свої плоди в 1969 році, то на місці майбутнього 4-метрового Англо-австралійського телескопа (ААТ) вже була добре розвинена інфраструктура обсерваторії Сайдінг-Спринг, що значно полегшило спорудження телескопа ААТ.
Під час будівництва ААТ на початку 1970-х років Британська Рада Науково-Технічних досліджень також побудувала UK Телескоп Шмідта, на відстані 1 км на північний схід від купола ААТ. Телескоп Шмідта має широке поле зору (36 квадратних градусів) в порівнянні з ААТ, що дозволяє проводити оглядові програми. Цікаві об'єкти, які виявляють на телескопі Шмідта, потім докладно досліджують на більш великих інструментах. У 1987 році телескоп Шмідта був об'єднаний з АТТ в одну структуру.
На території обсерваторії Сайдінг-Спринг також встановлені телескопи Південної Кореї, Дистанційні телескопи і телескопи Університету Нового Південного Уельсу. У 1990 році станція Гринвіцької обсерваторії для стеження за штучними супутниками Землі була закрита після 10 років роботи.

## Інструменти обсерваторії
- Англо-австралійський телескоп (D = 3.9 м, F = 12.7 м, належить Англо-австралійській обсерваторії (ААО))[1]
- UK Телескоп Шмідта[en] (D = 1.24 м, F = ? м, належить ААО, код обсерваторії 260)[2]
- Південний телескоп Фолкеса[en] (D = 2 м, F = ? м, код обсерваторії E10)
- Телескоп СкайМеппер[en] (D = 1.3 м, F = 6.2 м, належить АНУ)
- Телескоп Передових технологій[en] (D = 2.3 м, F = 4.7 м, належить АНУ)[3]
- Південний телескоп Шмідта Уппсала[en] (D = 0.52/0.66 м, F = 1.75 м, працює за програмою пошуку навколоземних астероїдів, код обсерваторії E12). Був встановлений для Південного філіалу Уппсальської обсерваторії (у 1980 році перевезений з Обсерваторії Маунт-Стромло)[4]
- Автоматичний патрульний телескоп[en] (D = 0.5 м, F = 0.5 м, належить Університету Нового Південного Уельсу)[5]
- ROTSE IIIa, Експеримент Автоматичного Пошуку Транзієнтів (D = 0.45 м, F = 0.85 м, належить Університету Нового Південного Уельсу)
- Південнокорейський телескоп NEOPAT-YSTAR (D = 0.5 м, F = 1 м, ширококутній телескоп належить Корейській Південній Обсерваторії (Yonsei University Observatory), встановлений в грудні 2004 року, перше світло в грудні 2005 року)[6][7][8]
- 40-дюймовий телескоп (оптична система Річі — Критьєна, D = 1 м, F = 8.1 і 18.3 м, належить АНУ — списаний)
- 24-дюймовий телескоп (належить АНУ — списаний)
- 16-дюймовий телескоп (належить АНУ — списаний)
- Проєкт з пошуку екзопланет «HAT-South Project» (4 телескопи 18-см Такахасі з ПЗС-камерами Apogee 4Kx4K, загальна площа огляду 128 кв. градусів)[9]

## Напрями досліджень
- Оглядові зйомки південної півкулі.
- Оглядово-пошукові спостереження з метою виявлення навколоземних об'єктів.
- Оглядово-пошукові спостереження з метою виявлення екзопланет.
- Визначення космологічних параметрів.
- Моделювання формування галактик і спостереження найбільш ранніх етапів розвитку Всесвіту (з великим z).
- Проєктування та створення на основі передових технологій інструментів і приладів для них.
- Вивчення потоків газів навколо чорних дірок.
- Пошуки найстаріших зірок у Чумацькому Шляху.

## Основні досягнення
- Південну частину Цифрового огляду неба знімали в Сайдінг-Спрингу на 1,2-метровому телескопі Шмідта (північну частину зняли в Паломарській обсерваторії, вони ж каталоги USNO-A1.0 і GSC[джерело?]).
- Південну частину каталогу щільних скупчень галактик Ейбелла знімали на 1.2-метровому телескопі Шмідта в 1970-х роках.
- У ході роботи Огляду Сайдінг-Спринг було відкрито 67 комет, 54 з яких на рахунку Роберта Макнота — це рекорд на цей момент[10].
- Обсерваторія Сайдінг-Спринг брала участь у Каталінському огляді, який впевнено займає провідне місце серед усіх обсерваторій світу за кількістю щорічно відкритих навколоземних астероїдів. У 2009 році їх число склало 577 штук[11].
- Відкриття екзопланети Lupus-TR-3[en] у 2007 році.
- Визначення найкоротшого періоду обертання серед астероїдів: 2008 HJ[en] — всього 42.7 секунди за допомогою Південного телескопа Фолкеса.
- На Англо-австралійському телескопі був проведений огляд «The 2dF Galaxy Redshift Survey» з метою побудувати в обраних напрямках на небесній сфері докладну 3D-карту розподілу галактик у Всесвіті, що виявило глобальну пористу структуру Всесвіту[12].

## Керівники обсерваторії
Обсерваторія підпорядкована Дослідницькій школі астрономії і фізики АНУ, директором якої є професор Harvey Butcher.

## Відомі співробітники
- Роберт Макнот
- Gordon J. Garradd[en]
- Роберт Еванс
- Шелте Джон Бас
- Shaun M. Hughes[en]
- Duncan Waldron[en]
- Penny Sackett[en]

## Цікаві факти
- Найяскравіша комета за останні 40 років — Велика комета 2007 року була відкрита в обсерваторії Сайдінг-Спринг Робертом Макнотом.
- На честь обсерваторії отримав назву астероїд 2343 Сайдінг-Спринг, який був відкритий 25 червня 1979 року в обсерваторії Сайдінг-Спринг.